# (471954) 2013 RM98
(471954) 2013 RM98 est un transneptunien de magnitude absolue 5,6. 
Son diamètre est estimé à 340 km, ce qui le qualifie comme candidat au statut de planète naine.